# Bulbophyllum plumatum
Bulbophyllum plumatum es una especie de orquídea epifita  originaria de  	 Asia. 

## Descripción
Es una orquídea de pequeño tamaño, con hábitos de epifita con una separación de 2 a 3 cm entre cada pseudobulbo de forma oblicua ovoide, cuadrangular con lados cóncavos y que llevan una sola hoja, apical, lanceolada, estrechándose en  la base peciolada. Florece en una inflorescencia ascendente, delgada, cilíndrica, de 10 cm  de largo, el ápice más grueso, con 4 flores, inflorescencia umbeliforme que se llevan a cabo en el altura de la hoja y debe ser cultivada en una maceta o cesta con medio drenaje rápido y sombra parcial.

## Distribución y hábitat
Se encuentra en Malasia, Sumatra y Filipinas en los bosques pantanosos en las elevaciones alrededor de 200 a 1.000 metros. 

## Taxonomía
Bulbophyllum plumatum fue descrita por Oakes Ames y publicado en Orchidaceae 5: 184. 1915.
Etimología
Bulbophyllum: nombre genérico que se refiere a la forma de las hojas que es bulbosa.
plumatum: epíteto latino que significa "con plumas".
Sinonimia
- Bulbophyllum jacobsonii J.J.Sm.
- Rhytionanthos plumatum (Ames) Garay, Hamer & Siegerist[4][5]